# Andrena oenotherae
Andrena oenotherae är en biart som beskrevs av Timberlake 1937. Andrena oenotherae ingår i släktet sandbin, och familjen grävbin. Inga underarter finns listade i Catalogue of Life.